# Brzozowa (województwo małopolskie)
Brzozowa – wieś w Polsce położona w województwie małopolskim, w powiecie tarnowskim, w gminie Gromnik.

## Położenie
Pod względem geograficznym znajduje się na obszarze Pogórza Rożnowskiego. Zabudowania i pola uprawne miejscowości zajmują dno doliny potoku Brzozowianka oraz okoliczne wzniesienia tego pogórza.
W latach 1954–1962 wieś należała i była siedzibą władz gromady Brzozowa, po przeniesieniu siedziby i zmianie nazwy w gromadzie Siemiechów. W latach 1975–1998 miejscowość administracyjnie należała do województwa tarnowskiego.
Integralne części wsi Brzozowa: Bieniówka, Chojniówka, Cieślówka, Dół, Granice, Jasnochówka, Kieroniówka, Podlesie, Potępówka, Stępkówka, Wierzchowina, Wróblówka, Zadziele, Zagrody

## Opis miejscowości
We wsi znajduje się kościół św. Mikołaja Biskupa z XVI w. włączony do Małopolskiego Szlaku Architektury Drewnianej. Wieś jest atrakcyjna pod względem turystycznym, przebiega przez nią wiele szlaków pieszych i rowerowych, leży w połowie na terenie Ciężkowicko-Rożnowskiego Parku Krajobrazowego.
Podczas I wojny światowej przez Brzozową przebiegała linia frontu. W całej okolicy miały miejsca krwawe zmagania wojsk rosyjskich z austro-węgierskimi i niemieckimi. Pamiątką tych wydarzeń jest cmentarz wojenny nr 184 – Brzozowa.

## Zabytki
Obiekty wpisane do rejestru zabytków nieruchomych województwa małopolskiego.
- Kościół parafialny pw. św. Mikołaja Biskupa z kaplicą grobową, dzwonnicą, ogrodzeniem, otoczeniem;
- cmentarz wojenny.

## Religia
Swoją siedzibę ma tutaj rzymskokatolicka parafia św. Mikołaja Biskupa w Brzozowej.

## Osoby związane z miejscowością
- Józef Potępa, rzeźbiarz i pedagog Akademii Sztuk Pięknych w Krakowie[9].
- Zdzisław Budzyński, historyk i nauczyciel akademicki

## Galeria zdjęć

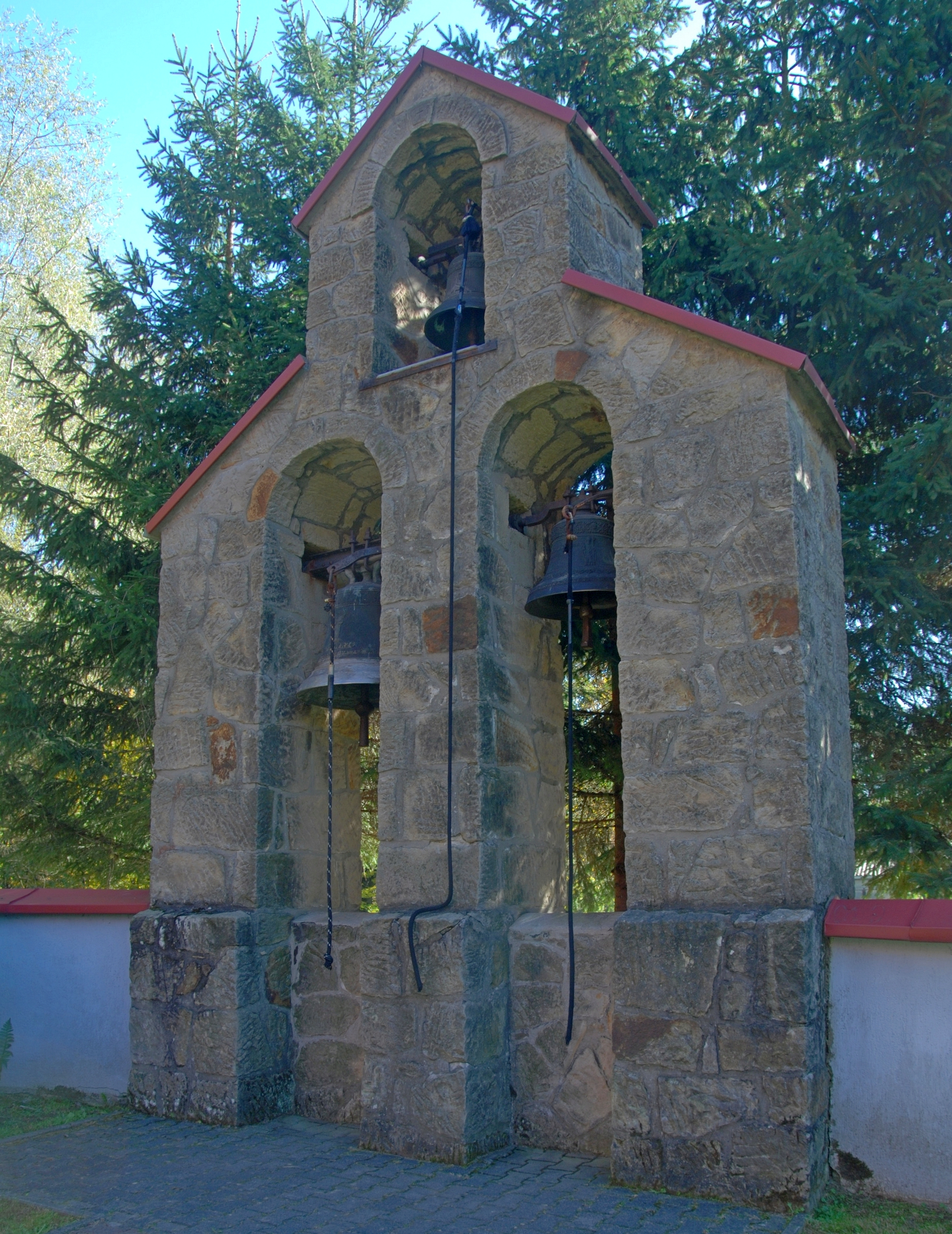
Dzwonnica
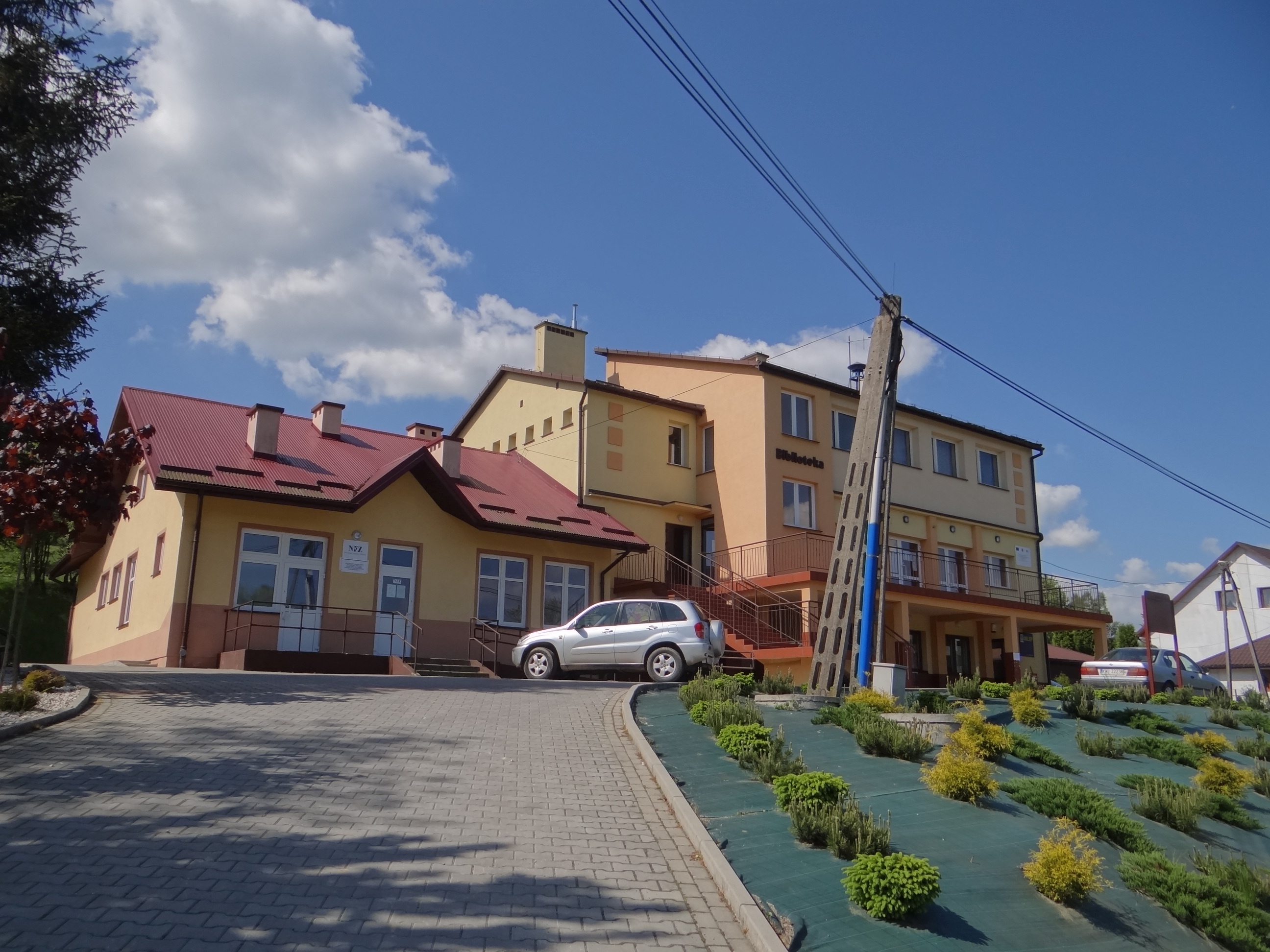
Ośrodek zdrowia i biblioteka
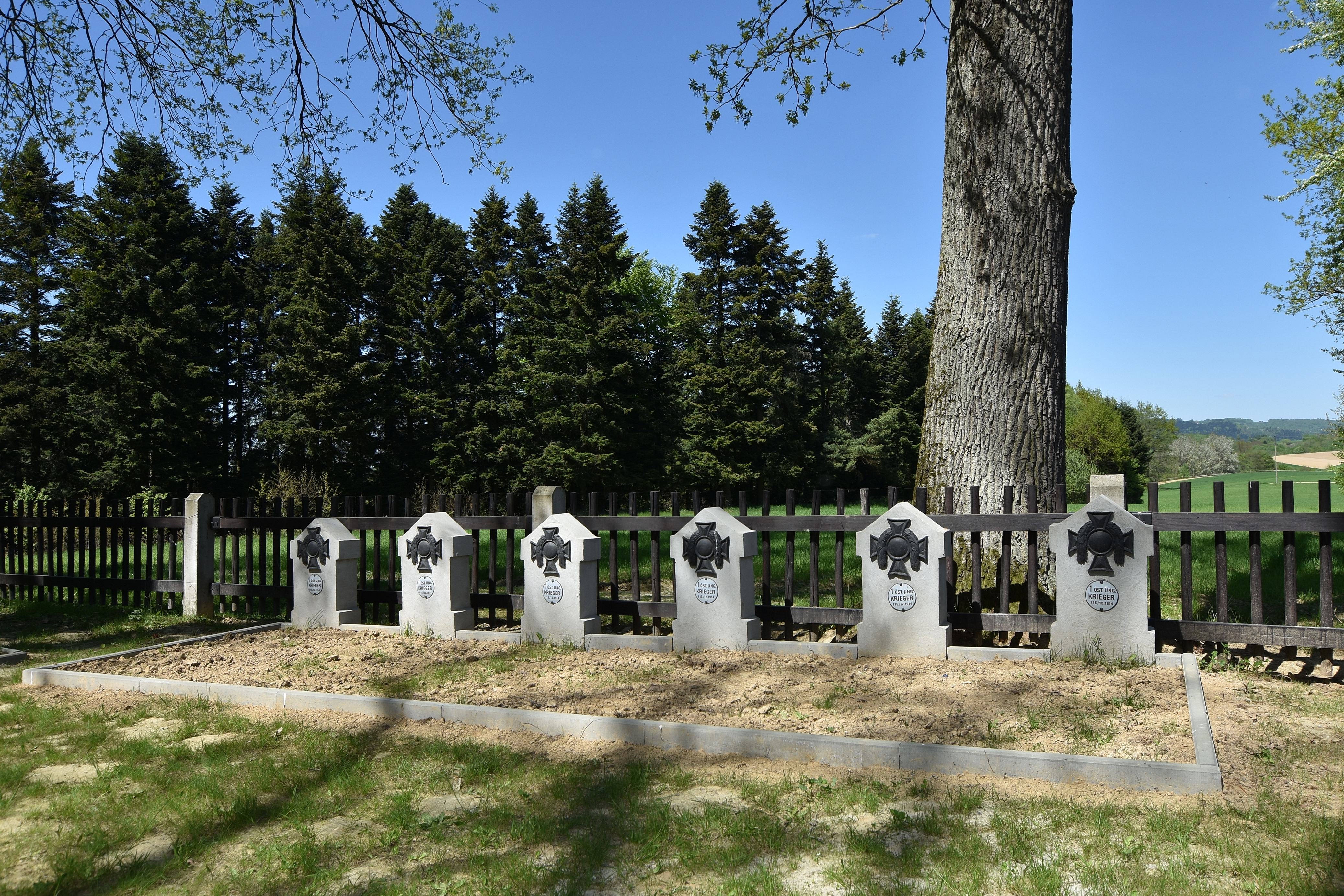
Zabytkowy cmentarz wojenny nr 184
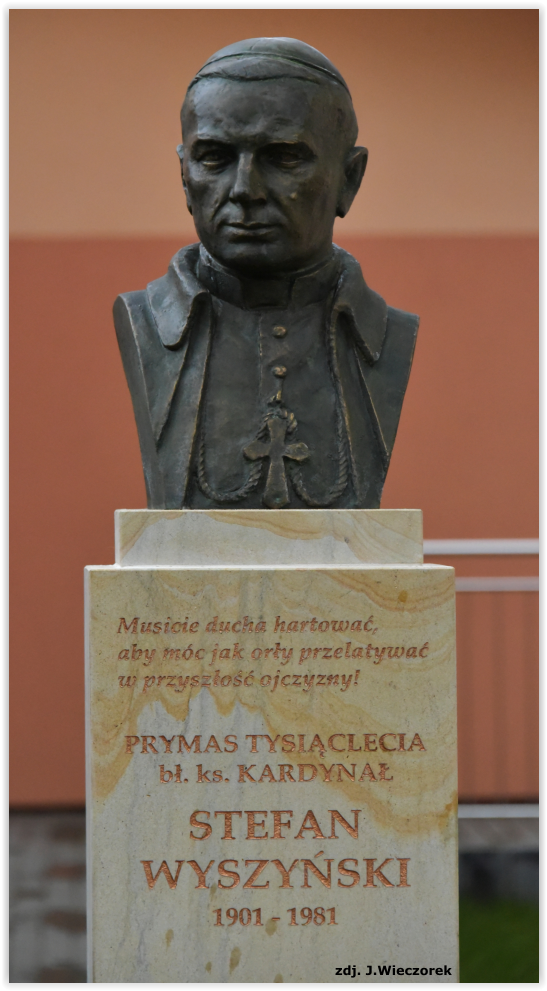
Pomnik bł. ks. Kardynała Stefana Wyszyńskiego